# مارك وايزمان
مارك وايزمان هو خبير مالي كندي، ولد في 1971.